# Новоелово
Новоелово (Ново-Елово) — деревня в Юкаменском районе Удмуртии на реке Лема, в составе Шамардановского сельского поселения.

## География
Улицы:
- Улица Мира
- Молодёжная
- Прудовая
- Речная
- Родниковый переулок
- Центральная

## Население
Численность постоянного населения деревни составляет 305 человек (2007). В деревне работает средняя школа.